# 纸叶冬青
纸叶冬青（学名：Ilex chartaceifolia）是冬青科冬青属的植物，为中国的特有植物。分布于中国大陆的云南等地，生长于海拔1,900米的地区，一般生长在山地密林中。

## 变种
无毛纸叶冬青（学名：Ilex chartaceifolia var. glabra）是冬青科冬青属纸叶冬青的变种。分布在中国大陆的云南等地，生长于海拔1,900米的地区，多生在山坡林中。